# Faculdade de Direito da Universidade Federal do Paraná
A Faculdade de Direito da UFPR está localizada na cidade de Curitiba, tendo como suas instalações o prédio histórico da universidade, na Praça Santos Andrade, no centro da cidade. Atualmente, funcionam os cursos de graduação (diurno e noturno) e de pós-graduação (mestrado, doutorado e pós-doutorado).

## Histórico
Pode-se dizer que o ensino de Direito no Estado do Paraná iniciou-se na então Universidade do Paraná, fundada em 19 de dezembro de 1912, sendo que as atividades iniciaram-se no ano letivo de 1913, juntamente com o funcionamento dos cursos de Engenharia, Medicina e Cirurgia, Comércio, Odontologia, Farmácia e Obstetrícia. Inicialmente, o ensino de Direito na Universidade de Paraná era privado. O corpo docente era inicialmente constituído pelos principais profissionais da área que atuavam à época em Curitiba, principalmente por advogados e integrantes da burocracia estatal paranaense.
Os esforços para a construção do prédio onde atualmente se localiza o Prédio Histórico da Universidade Federal do Paraná também se iniciaram em 1913, na Praça Santos Andrade, em terreno doado pela Prefeitura Municipal de Curitiba. O projeto do edifício coube a Guilherme Beata, cujos traços do projeto logo ganharam a alcunha de "Palácio da Luz".

### Centro Acadêmico Hugo Simas
O Centro Acadêmico Hugo Simas é a entidade representativa dos estudantes do curso de Direito da Universidade Federal do Paraná (UFPR). Fundado no dia 11 de agosto de 1931, é um dos mais tradicionais do país. Teve uma intensa participação política, principalmente nos anos da ditadura militar, quando foi proibido de atuar em questões alheias às do ensino.